# راسيل وارن
راسيل وارن (بالإنجليزية: Russ Warren)‏ هو رسام أمريكي، ولد في 29 ديسمبر 1951 في واشنطن العاصمة في الولايات المتحدة.